# Харсіцька сільська рада
Харсіцька сільська рада — орган місцевого самоврядування у Чорнухинському районі Полтавської області з центром у c. Харсіки.
Населення — 1266 осіб.

## Населені пункти
Сільраді підпорядковані населені пункти:
- c. Харсіки
- с. Бондарі
- с. Нехристівка